# Paul Dietrich (Volksmusiker)

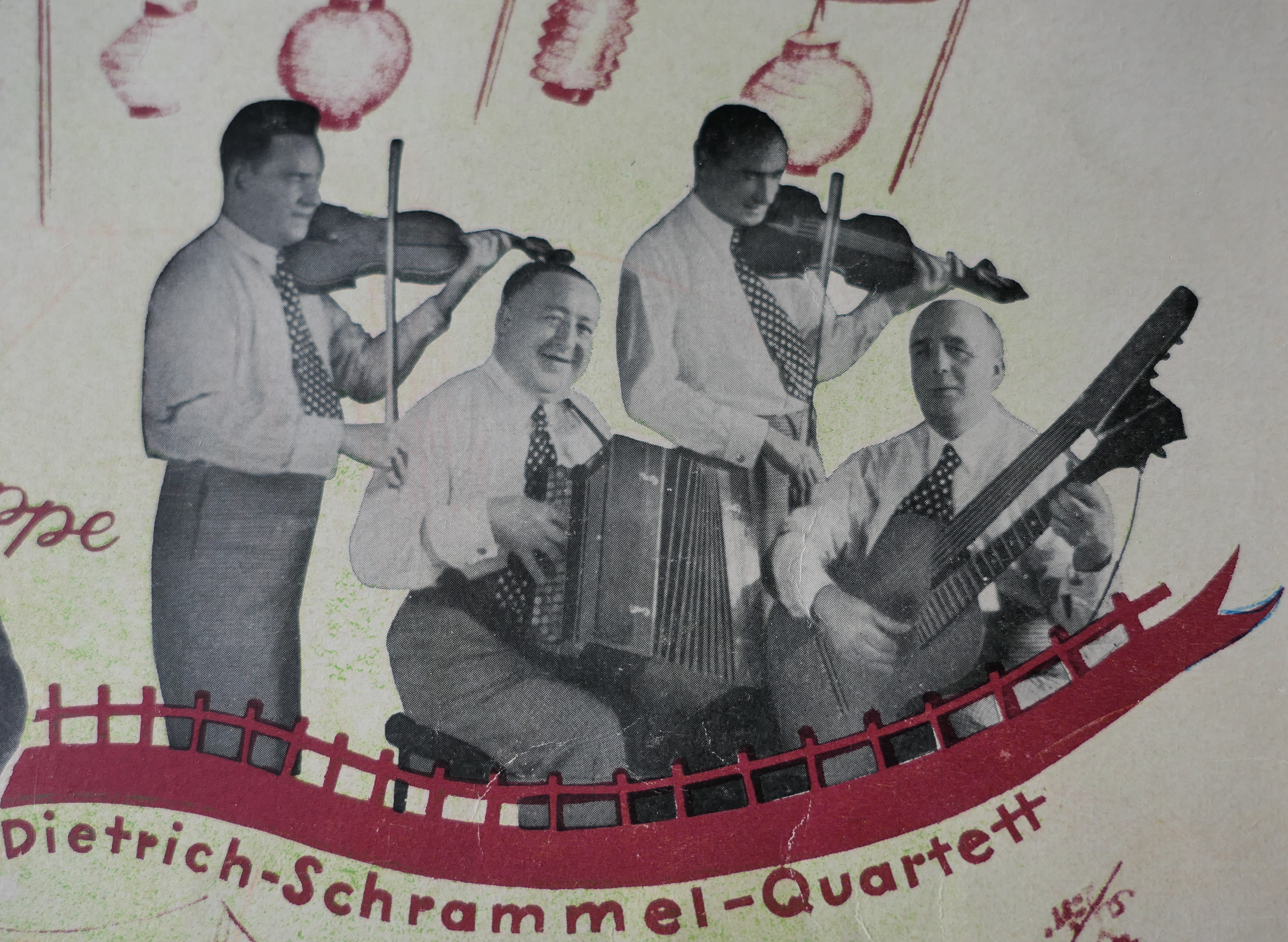
Dietrich-Schrammel-Quartett

Paul Dietrich (* 17. Jänner 1888 in Gaudenzdorf, heute Wien; † Juli 1938 in Berlin) war ein österreichischer Musiker, Komponist und Verfasser vieler Fachartikel über die Volksmusik und die Harmonika, sein Lieblingsinstrument. Paul Dietrich gründete zu Beginn des 20. Jahrhunderts das Quartett Dietrich-Schrammeln.

## Leben
Paul Dietrich wurde am 17. Jänner 1888 in Gaudenzdorf als Sohn des Musikers Stephan Dietrich sen. (1857 – 1915) und dessen Ehefrau Rosa Anna (* 1860) geboren. Paul Dietrich war ein bekannter Wiener Volksmusikant und komponierte zahlreiche Wiener Lieder, Walzer, Tänze und Märsche. Er betrieb eine eigene Harmonika Schule und war dort auch selbst als Lehrer tätig. Paul Dietrich wurde gerne als Franz Liszt der Harmonika bezeichnet. Der begeisterte Musiker betrieb außerdem Nachforschungen über die Entstehung und den Werdegang der Harmonika. Hier dokumentiert Paul Dietrich die Leistungen der Wiener Harmonikamacher Cyrill Demian (1772 – 1847), Matthäus Bauer und Friedrich De Ponti (* 1812).
Paul Dietrich gründete zu Beginn des 20. Jahrhunderts mit seinen Brüdern Stefan (* 1882) und Heinrich das Volksmusikensemble Dietrich–Schrammeln. Paul Dietrich spielte Harmonika, Stefan Dietrich jun. Gitarre und Heinrich Dietrich Violine. Mit Franz Grossschedl (Violine), manchmal auch Großschädel geschrieben, bildeten sie das Dietrich–Schrammel–Quartett.
1924 war Paul Dietrich in New York, um dort Gastspiele mit seinem Ensemble zu planen. Vor der Abreise nach New York wurden „Alt-Wiener Volksmusik Abende“ im Wiener Konzerthaus, im Deutschen Theater in München und in Berlin geplant.

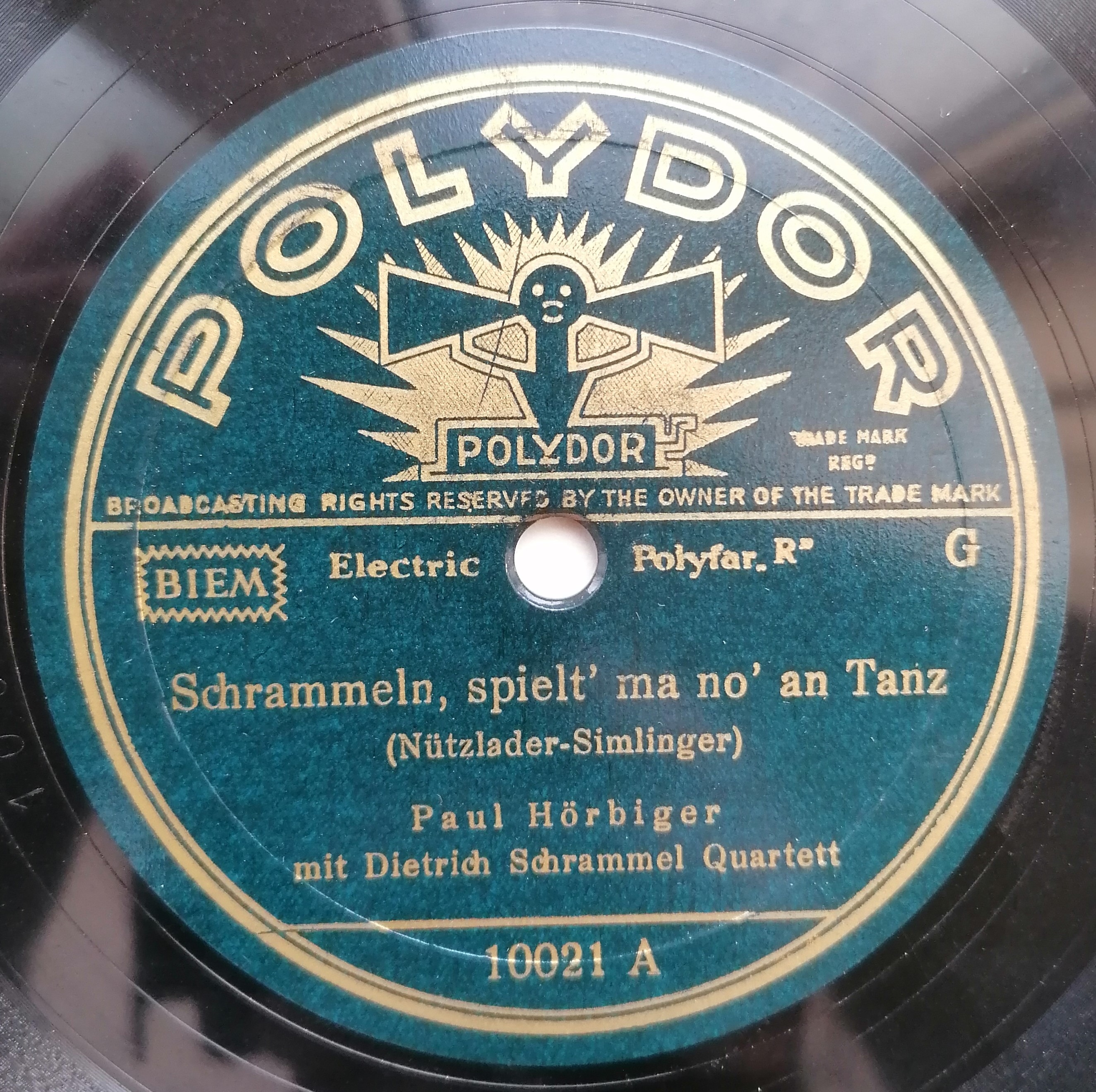
Schrammeln, spielt´ ma no´ an Tanz (Paul Hörbiger mit Dietrich Schrammel Quartett)

Seit den 1920er Jahren nahmen die Dietrich Schrammeln eigene Schallplatten auf und spielten für viele bekannte Künstler der damaligen Zeit die Begleitmusik für deren Schallplattenaufnahmen. Auf diesen Schallplatten werden sie unter verschiedenen Namen genannt, zum Beispiel Dietrichs Schrammel-Quartett, Dietrich Schrammeln, Original Dietrich-Schrammeln, Original Dietrich-Quartett, Wiener Original-Dietrich-Schrammel-Quartett, Wiener Schrammel-Orchester Dietrich, Wiener Schrammeln Original Dietrich Quartett, Original Schrammel Quartett DIETRICH, Schrammel-Quartett Dietrich. In Berlin wurden sie kurz „Die Dietrichs“ genannt. Ihre Schallplatten wurden regelmäßig im Rundfunk gespielt. Auch internationale Pressungen ihrer Schallplatten, wie zum Beispiel Schweiz, England oder den USA, sind bekannt.
Das Dietrich Schrammel-Quartett nahm mit Paul Hörbiger (1894 – 1981), Franz Mika (1879 – 1960), Walter Simlinger (1889 – 1976), Rosl Seegers (1895 – 1969), Hannerl Elsner (1911–1990) und anderen damals bekannten Künstlern Schallplatten auf. Mit vielen dieser Interpreten gab das Quartett auch Konzerte. Eine besonders gute Beziehung hatte Paul Dietrich zu Paul Hörbiger. Mit ihm veröffentlichte er 1935 das Notenbuch „Klänge aus Wien“ (Die bekanntesten Wiener Lieder aus der Notenmappe von Paul Hörbiger).
1936 wurde in München der Film „Fiakerlied“ mit Paul Hörbiger gedreht. Die bekannte Titelmelodie „Wiener Fiakerlied“ wurde von Paul Hörbiger gesungen und musikalisch vom „Schrammel-Quartett Dietrich“ begleitet.
1938 verstarb der 50-jährige Paul Dietrich plötzlich an den Folgen eines Herzinfarkts. Am 26. Juli wurde er in Berlin beigesetzt. An seiner Beerdigung nahmen viele Stars der damaligen Musikszene wie zum Beispiel Rosl Seegers oder Paul Hörbiger teil.

### Die Musikerfamilie Dietrich

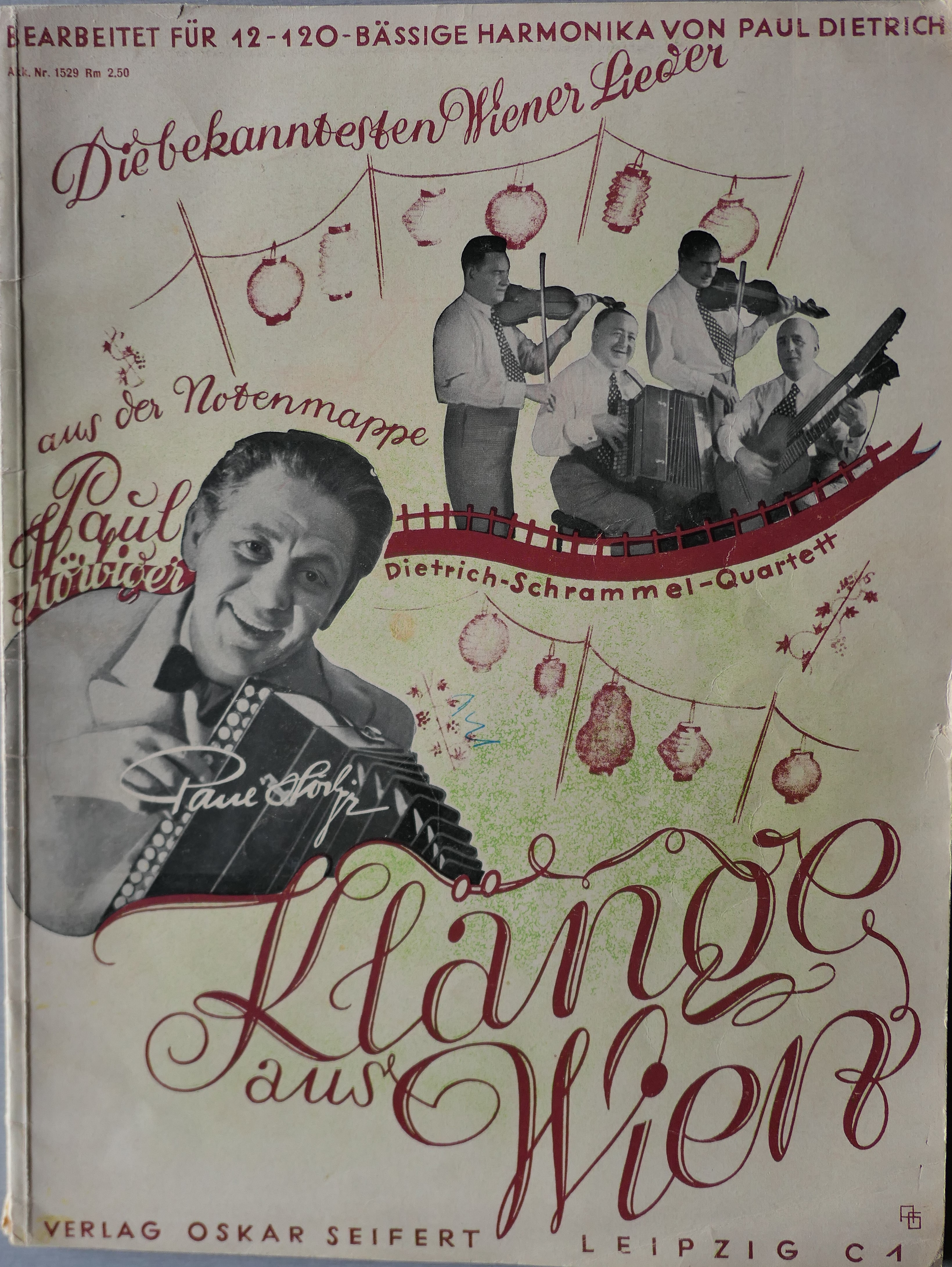
Klänge aus Wien (Notenbuch Paul Hörbiger und Paul Dietrich)

Paul Dietrichs Großvater Ignaz Dietrich (1820 – 1896), geboren in Matzleinsdorf, war ein Volksmusikant, der als erster die Harmonika im Quartett einführte. Er gründete um 1850 ein Volksmusikquartett, das im Wiener Prater „Zur Weißen Gans“ spielte.
Die Söhne von Ignaz Dietrich, Stefan Dietrich sen. und Rudolf Dietrich sen. gründeten mit den Herrn Weißhappel und Juhl das Waldschnepfenquartett. Das Waldschnepfenquartett spielte in den 1880er Jahren zusammen mit den Sängern Bratfisch, Schiel, Rinderspacher, Palmetzhofer, Kausitsch und dem Grinzinger Karl.
Paul Dietrichs Vater Stefan Dietrich sen. (1857 – 1915) war ebenfalls ein Musiker. Er zog mit seiner Familie nach Berlin, wo er sehr erfolgreich die Wiener Volksmusik vertrat.
Paul Dietrichs Onkel Rudolf Dietrich sen. (1861 – 1923) absolvierte von 1870 bis 1876 unter Joseph Hellmesberger sen. (1828 – 1893) das Wiener Konservatorium. Er war später Dirigent der „Hoch und Deutschmeister“ und gründete nach einem kurzen Engagement am „Theater an der Wien“ das Wiener Volksmusik Quartett „Gebrüder Dietrich“. Er komponierte viele Wiener Lieder.
Paul Dietrichs Cousin, der Sohn von Rudolf Dietrich sen., Rudolf Hans Dietrich (1880 – 1940) war ein Komponist, Verleger, Kapellmeister und der erste Präsident der Gesellschaft zur Hebung und Förderung der Wiener Volkskunst. Er veröffentlichte 1926 das Buch „R. H. Dietrich´s Wiener Volkskunst Almanach“. Seine Kompositionen wurden auch von den Dietrich Schrammeln auf Schallplatten aufgenommen. Seine Ehefrau Antonia Dietrich (1883 – 1964), genannt „Toni“, spielte Violine und dirigierte ein Damenorchester im Wiener Prater Restaurant „Zum Eisvogel“ und auch das Orchester ihres Mannes „Wiener Salonorchester R. H. Dietrich“. Antonia Dietrich darf nicht mit der Theaterschauspielerin Antonia Dietrich (1900 – 1975) verwechselt werden, die ebenfalls gerne „Toni“ genannt wurde.